# Courtney Okolová
Courtney Okolová, nepřechýleně Courtney Okolo (* 15. března 1994) je americká atletka, sprinterka.

## Sportovní kariéra
V březnu 2016 byla členkou americké štafety, která zvítězila v běhu na 4 × 400 metrů na světovém halovém šampionátu v Portlandu. Ve stejné sezóně získala olympijské zlato jako členka vítězné čtvrtkařské štafety v Rio de Janeiro. V březnu 2018 se stala halovou mistryní světa v běhu na 400 metrů. V Birminghamu zvítězila v osobním halovém rekordu 50,55 s. Zároveň byla finišmankou vítězné štafety USA v běhu na 4 × 400 metrů. Její nejlepší výkon na 400 metrů pod širým nebem 49,71 pochází z roku 2016.